# Danny D
Danny D, pseudonyme de Matt Hughes, né le 11 août 1987 à Maidstone, est un acteur pornographique britannique.

## Biographie

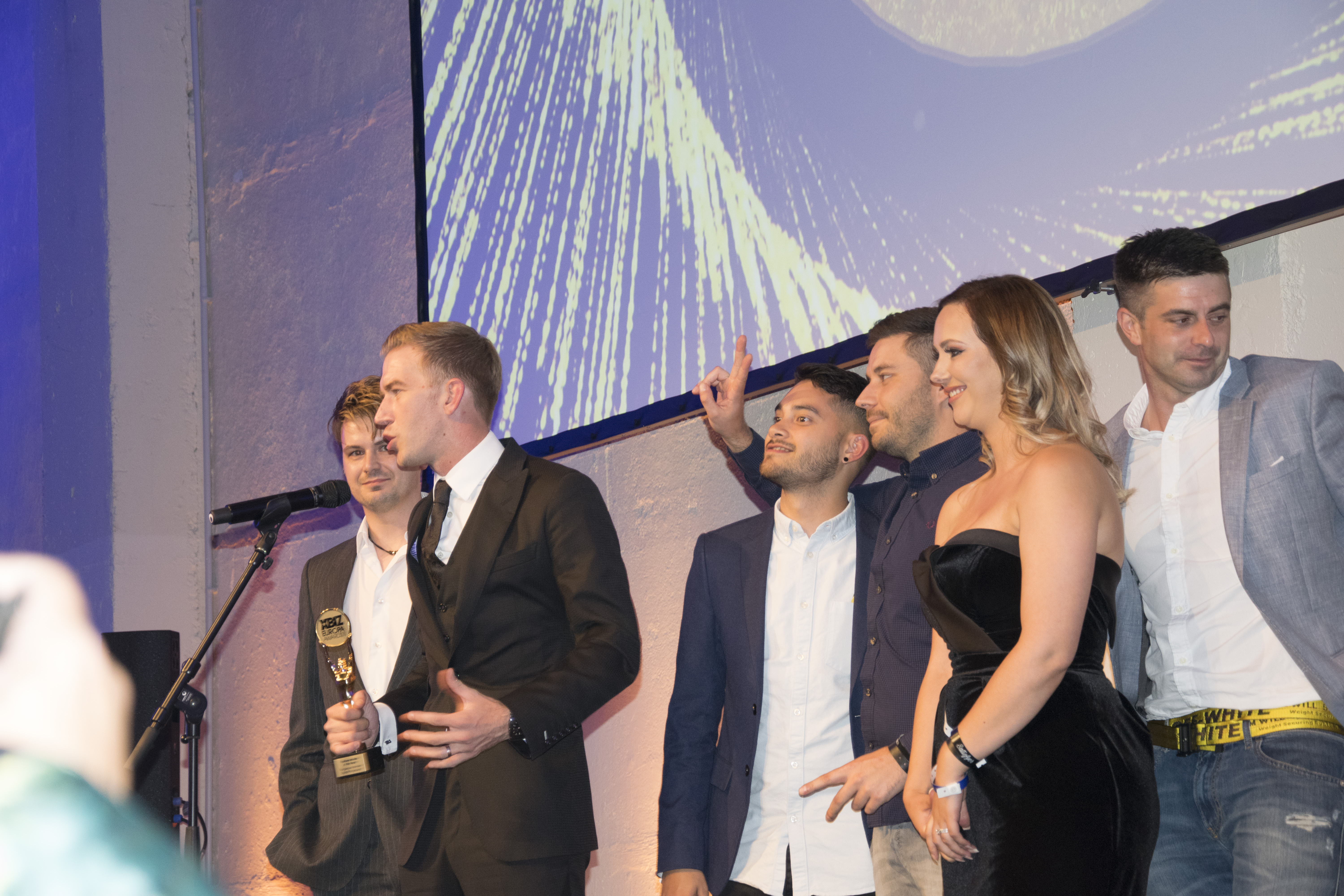
Danny D aux XBIZ Europa Awards 2019.

Matt Hughes est né à Maidstone (Angleterre) le 11 août 1987 et, après un bref passage en tant que maçon, a commencé sa carrière pornographique vers l'âge de dix-neuf ans,. Il a d'abord joué pour plusieurs sociétés de production amateur en France avant de tourner des scènes homosexuelles pour certains sites internet,, les perspectives de gagner de l'argent avec ces dernières étant plus grandes (« gay for pay »).
En 2009, il se consacre à plein temps à la réalisation de films et vidéos pornographiques hétérosexuels sous le pseudonyme de Danny D, travaillant pour des sociétés de production telles que Brazzers, Dorcel, Harmony Films, Hush Hush Entertainment, Playboy TV, Television X et Wicked,,,. En septembre 2011, il apparaît dans un épisode de l'émission de télévision de Lee Nelson intitulé Well Good Show.

## Productions gays
Il a commencé à travailler dans des films pornographiques gays entre 2006 et 2007, apparaissant dans de rares scènes pour des sites tels que Blake Mason, English Lads et UK Naked Men, mais une fois qu'il a acquis une certaine notoriété dans l'industrie du porno gay, il a souvent travaillé pour des sociétés de production européennes, notamment Eurocreme, avant de quitter définitivement l'industrie des adultes gays fin 2008,.

## Productions hétérosexuelles
Après avoir cessé de se produire dans l'industrie du divertissement érotique pour adultes gay, il commence à travailler à plein temps dans l'industrie pornographique hétérosexuelle : comme au début de sa carrière gay, il a commencé par de courtes scènes pour les sites Joy Bear ou Pure CFNM, devenant ainsi très demandé dans l'industrie européenne du divertissement érotique pour adultes,,. Dans cette industrie, il apparait régulièrement dans des productions de Daring, Harmony Films et Television X,,,. Il est également apparu dans des productions de Daring, Harmony Films et Television X,,,. Il est également apparu dans l'industrie européenne du divertissement érotique pour adultes.
Il a acquis une certaine notoriété en jouant le rôle de Whitezilla dans cinq films de Hush Hush Entertainment,, et, depuis fin 2011, il apparaît dans de rares scènes pour Brazzers aux États-Unis,,,.

## Filmographie

### Filmographie gay partielle
- 2007 : RudeBoiz 8: Hung Ladz XXL Rudeboiz
- 2007 : Indieboyz 2, Eurocreme
- 2007 : 11 Inch Fuck Stud, Eurocreme
- 2008 : Straight Butt Bangers Eurocreme
- 2008 : PartyBoy, Eurocreme
- 2009 : Hung Ladz 3: Hard Shooters, Eurocreme
- 2009 : Huge and Horny, Eurocreme
- 2009 : Horse Hung and Horny, Eurocreme

### Filmographie hétérosexuelle partielle
- 2009 : All Girls Do It, Harmony Films
- 2009 : Dollz House, Harmony Films
- 2010 : Not in My House, Brazzers
- 2010 : Young Harlots: Bad Behavior, Harmony Films
- 2011 : Sorry Daddy, Whitezilla Split My Little Asshole 2, Hush Hush Entertainment
- 2011 : Lust For Young Busts, Harmony Films
- 2011 : Informers, Daring
- 2011 : Dirty Little Club Sluts, Harmony Films
- 2012 : Young Harlots: Naughty Tutorials, Harmony Films
- 2012 : Whore Hotel, Harmony Films
- 2012 : Slam It in a Slut 2, Harmony Films
- 2012 : Big Butts Like It Big 10, Brazzers
- 2012 : The Royal Romp, Television X
- 2012 : The Last Shag, Dorcel

## Récompenses
- 2010 : AVN Awards – Best Group Sex Scene dans Satan's Whore avec Bobbi Starr, George Uhl et Olivier Sanchez (candidature)[6]
- 2012 : AVN Awards – Male Foreign Performer of the Year (candidature)[7]
- 2012 : SHAFTA Awards – Male Performer of the Year[8]
- 2013 : SHAFTA Awards – Male Performer of the Year[9]
- 2013 : AVN Award – Best Foreign Non-Feature – dans Nymphomaniac avec Brooklyn Lee et Lou Lou et dans Young Harlots: Highland Fling avec Franki, George Uhl et Iain Tate (candidature)[10]
- 2013 : AVN Award – Male Foreign Performer of the Year (candidature)[10]
- 2014 : XBIZ Award – Male Foreign Performer of the Year[11]
- 2014 : AVN Award – Male Foreign Performer of the Year (candidature)[12]
- 2016 : AVN Award – Male Foreign Performer of the Year[13]
- 2017 : AVN Award - Best Sex Scene in a Foreign-Shot Production dans Sherlock: a XXX Parody (film de 2015) avec Stella Cox (candidature)[14]
- 2017 : XBIZ Award – Male Foreign Performer of the Year (candidature)[11]